# LKS 07 Markowice
LKS 07 Markowice – klub piłkarski powstały w 1907 w Markowitz (obecne Markowice – dzielnica Raciborza) w II Rzeszy. Obecnie gra w klasie A w grupie raciborskiej.

## Historia
Klub powstał w 1907 w Markowicach pod nazwą SPORT und SPIELVEREIN MARKOWITZ 07. Na początku swego istnienia był klubem wielosekcyjnym. Swoje pierwsze mecze w ramach oficjalnych zawodów (rozgrywki o mistrzostwo powiatu raciborskiego) drużyna piłkarska zaczęła rozgrywać w latach 20 XX wieku. W latach 30., do czasu rozpoczęcia II wojny światowej, grała w III lidze państwowej okręgu wrocławskiego. Podczas wojny zginęło wielu zawodników zespołu; barwy klubu w tym czasie reprezentowali juniorzy.
W czasach PRL-u zespół występował w raciborskich klasach A i B. W tym czasie w klubie rozpoczął swą karierę piłkarską Hubert Kostka. W latach 80. klub zaczął podupadać, a w 1989 zawiesił swoją działalność.
W 2004 podjęto starania o wznowienie działalności klubu. W ich efekcie 9 lutego 2004 na zebraniu założycielskim podjęto uchwałę o założeniu zespołu o nazwie LKS 07 Markowice. Drużyna przystąpiła do rozgrywek klasy C grupy raciborskiej w 2005. W 2007 klub obchodził 100-lecie swego istnienia. W 2008 drużyna awansowała do rozgrywek klasy B grupy raciborskiej po zajęciu drugiego miejsca w klasie C tuż za LKS-em Brzezie.
W 2022 drużyna awansowała na szczebel klasy A podokręgu Racibórz, zajmując 2 miejsce w lidze. 
Obecnie w klubie funkcjonują cztery sekcje młodzieżowe. Juniorzy młodsi występują obecnie w lidze wojewódzkiej podokręgu Rybnik (trenerem jest Michał Bedronka),  natomiast trampkarze w lidze podokręgu Racibórz (trenerem: Adrian Nida). W strukturach klubu trenuje również drużyna dziewczyn (trenerem prowadzącym jest Dawid Cieślik), oraz grupa bramkarzy, za którą odpowiadają trenerzy Adrian Buchta i Ryszard Jasny.
Trenerem pierwszej drużyny jest Grzegorz Jakosz.
Klub współpracuje z UKS Arka Markowice.

## Znane postacie
- Hubert Kostka, wychowanek LZS Markowice bramkarz reprezentacji Polski w drużynie Kazimierza Górskiego, złoty medalista XX Olimpiady w Monachium w 1972, a także trener klubowy. Kilkukrotny Mistrz Polski i Zbobywca Pucharu Polski jako zawodnik i trener. Honorowy Prezes Klubu LKS 07 Markowice.[3]
- Ryszard Jasny urodzony w 1977 roku - zawodnik grający na pozycji bramkarza. Znany głównie z występów w drużynie z Markowic. Występował od sezonu 2005/2006 do 2018/2019. Uzbierał ponad 400 oficjalnych występów. Pełniący również rolę kapitana jak i członka zarządu z funkcją wiceprezesa.
- Andrzej Jasiński urodzony w 1968 roku - trener piłkarski i zawodnik grający na pozycji środkowego pomocnika. Znany głównie z występów w Włókniarzu Kietrz, Odrze Wodzisław i Górniku Pszów. Od sezonu 2014/2015 pełnił rolę trenera pierwszej drużyny LKS 07 Markowice. Odszedł z klubu 26 maja 2016 roku po przegranym meczu 4:0 z LKS Grzegorzowice. Rozegrał w drużynie 14 meczów, zdobył 2 bramki i zaliczył 5 asyst. W 1994 roku strzelił bramkę w Pucharze Polski przeciwko Górnikowi Zabrze, gdzie ówczesnym trenerem zabrzan był wychowanek klubu Hubert Kostka.
- Jacek Wilk urodzony w 1970 roku - zawodnik grający jako napastnik w późniejszych latach na pozycji środkowego obrońcy. Znany głównie z występów w Górniku Pszów, Odrze Nieboczowy czy Silesii Lubomia. Od sezonu 2010/2011 występował w barwach LKS 07 Markowice z nr 3 pełniąc również rolę kapitana. Karierę skończył w listopadzie 2015 roku . Rozegrał w Markowicach 146 meczów oficjalnych, strzelając 43 bramki.
- Grzegorz Jakosz urodzony w 1979 roku - trener piłkarski i zawodnik grający jako obrońca, znany z występów w Włókniarzu Kietrz, Górniku Zabrze, Polonii Warszawa, Arce Gdynia, itd. Od lipca 2020 roku trener drużyny seniorów, a także od lutego 2024 roku również jako zawodnik LKS 07 Markowice.